# آرشاویر هاکوبیان
آرشاویر مناتساکانی هاکوبیان (ارمنی: Արշավիր Մնացականի Հակոբյան؛  زادهٔ ۶ ژانویهٔ ۱۹۰۸ - درگذشته ۲۷ ژانویهٔ ۱۹۹۳) یک مورخ و استاد اهل ارمنستان بود.

## زندگی‌نامه
در ۶ ژانویهٔ ۱۹۰۸ در سیتاکان به دنیا آمد و از دانشگاه دولتی علوم پرورشی خاچاطور آبوویان ارمنستان (۱۹۴۰) فارغ‌التحصیل شد. وی در حزب کمونیست ارمنستان (اتحاد شوروی)، کنسرواتوار دولتی کومیتاس ایروان و انستیتو تاریخ فرهنگستان ملی علوم ارمنستانفعالیت می‌کرد.  وی همچنین برنده دانشمند شایسته ارمنستان شوروی (۱۹۶۷)، نشان جنگ میهنی (درجه یک و درجه دو) نشان برجسته افتخار، مدال شجاعت کار و نشان ستاره سرخ شده است. وی در ۲۷ ژانویهٔ ۱۹۹۳ در سن ۸۵ سالگی در ایروان درگذشت.

## یادداشت
1. ↑  պատմական գիտությունների դոկտոր